# Bulbophyllum erythrostictum
Bulbophyllum erythrostictum é uma espécie de orquídea (família Orchidaceae) pertencente ao gênero Bulbophyllum. Foi descrita por Paul Ormerod em 2005.